# Трансплантація підшлункової залози
Трансплантація підшлункової залози — це хірургічна операція, що передбачає імплантацію здорової підшлункової залози (яка може виробляти інсулін) у людини, яка зазвичай має цукровий діабет. 
Оскільки підшлункова залоза є життєво важливим органом, який виконує функції, необхідні в процесі травлення, рідна підшлункова залоза реципієнта залишається на місці, а донорська підшлункова залоза прикріплюється в іншому місці. Отримують здорову підшлункову залозу у донора, який тільки що помер, або це може бути часткова підшлункова залоза від живого донора. В даний час трансплантацію підшлункової залози зазвичай проводять у осіб з інсулінозалежним діабетом, у яких можуть розвинутися важкі ускладнення. Пацієнти з найбільш поширеною і небезпечною формою раку підшлункової залози, як правило, не мають права на трансплантацію, так як стан, як правило, має дуже високий рівень смертності. Рак підшлункової залози має схильність до рецидивів. Трансплантація підшлункової залози залишатиметься важливою альтернативою в лікуванні хворих на діабет до тих пір, поки не будуть розроблені інші стратегії, які можуть забезпечити рівний глікемічний контроль з меншою імуносупресією.

## Історія
Перша спроба вилікувати діабет 1 типу шляхом трансплантації підшлункової залози була зроблена в Міннесотському університеті, в Міннеаполісі, 17 грудня 1966.
24 листопада 1971 року перша трансплантація підшлункової залози з використанням сечового дренажу була проведена Марвіном Гледманом в лікарні Монтефіоре в Нью-Йорку.
З середини 1980-х до середини 1990-х років дренаж сечового міхура став найбільш поширеним методом у всьому світі, оскільки зниження активності амілази сечі може використовуватися як чутливий, якщо неспецифічний, маркер відторгнення.
Сегментарна трансплантація в основному застосовувалася у живих донорів. Трансплантація підшлункової залози почалася в університеті Міннесоти, а лапароскопічна дистальна панкреатектомія була введена в 2001 році в тому ж центрі.
Починаючи з 1986 року, терапія на основі такролімусу використовувалась приблизно в 20% випадків, її замінила нова мікроемульсія циклоспорину, яка використовується в сучасній посттрансплантаційній імуносупресії. 
У період з 1994 по 1997 роки показники втрати імунологічного трансплантата знизилися до 2%.
Протягом 1997 року в усьому світі було проведено більше 10 000 трансплантацій підшлункової залози, при цьому 88% з них - це одночасні трансплантації нирок і підшлункової залози. 
Станом на 31 грудня 2004 року, в світі було виконано понад 23000 операції по пересадженню підшлункової залози, про які було повідомлено в Міжнародний реєстр патентів та товарних знаків. Понад 17000 трансплантацій проведено в США і майже 6000 в інших країнах.

## Ускладнення
Ускладнення відразу після операції включають тромбоз, панкреатит, інфекції, кровотечі і відторгнення. Відторгнення може відбутися негайно або в будь-який час після операції. Це відбувається тому, що пересаджена підшлункова залоза надходить з іншого організму, а імунна система реципієнта розглядатиме її як агресію і намагатиметься боротися з нею. Відмова органу серйозний стан і медичні заходи мають бути прийняті негайно. Для того, щоб не допустити цього, пацієнти повинні приймати імуносупресивні препарати. Препарати приймаються в комбінації, зазвичай це: циклоспорин, азатіоприн і кортикостероїди. Але оскільки епізоди відторгнення можуть повторюватися протягом усього життя пацієнта, точний вибір і дозування імунодепресантів можуть бути змінені з плином часу. Іноді такролімус дається замість циклоспорину і мікофенолату мофетил замість азатіоприну.

## Прогноз
Прогноз після трансплантації підшлункової залози дуже хороший. За останні роки довгостроковий успіх покращився, а ризики знизилися. Через рік після трансплантації більше 95% всіх пацієнтів все ще живі і 85% всіх підшлункової залоз все ще функціональні. Після трансплантації пацієнти потребують довічної імуносупресії. Імуносупресія збільшує ризик розвитку цілого ряду різних видів інфекції. До кінця не є зрозумілою роль стероїдів, які часто використовуються в якості імунодепресанта.